# Działko GSz-23
GSz-23 (ros. ГШ-23, skrót od nazwisk konstruktorów Griaziew-Szypunow) – dwulufowe działko automatyczne kalibru 23 mm skonstruowane w ZSRR jako pokładowe uzbrojenie strzeleckie samolotów. Zostało wprowadzone do uzbrojenia w 1965 roku, zastępując wcześniej używane działko NR-23 tego kalibru.

## Historia
Działko GSz-23 działa na zasadzie Gasta, opracowanej w 1916 roku przez niemieckiego inżyniera Karla Gasta z firmy Vorwerk. Polega ona na przeładowywaniu jednej lufy działka przy pomocy energii gazów prochowych z drugiej lufy. Takie rozwiązanie zapewnia wysoką szybkostrzelność, przy jednoczesnej małej komplikacji konstrukcji. Konstrukcje działające na zasadzie Gasta były opracowywane także na Zachodzie (np. działko GE-225), ale nie zdobyły takiej popularności, jak w byłym Związku Radzieckim.
Działko skonstruowali Grazjew i Szipunow wykorzystując nabój 23 × 115 mm opracowany w 1955 roku do działka AM-23. Państwowe próby na ziemi przeprowadzono w 1958 roku, a w następnym – próby powietrzne, po czym rozpoczęto jego produkcję w zakładach im. Diegtariewa. W pierwszych latach eksploatacji wyszły na jaw pewne problemy konstrukcyjne i niska żywotność konstrukcji, dlatego oficjalnie broń została przyjęta na wyposażenie dopiero w 1965 roku.
Działko ma dwie lufy, ale poza zespołem lufa-zamek wszystkie elementy (mechanizm dosyłania naboi, elektryczny spust, przeładowanie pironabojem itp.) są pojedyncze, co daje masę broni typową dla działek jednolufowych. Użycie naprzemiennego ładowania daje wysoką szybkostrzelność, dodatkowo powiększoną przez użycie przyspieszaczy w konstrukcji automatyki. Wersja GSz-23Ł różni się hamulcem wylotowym, zmniejszającym siłę odrzutu.
Działko tego typu stanowiło podstawowe uzbrojenie strzeleckie późniejszych wersji samolotów myśliwskich MiG-21 w wersjach MF i wszystkich późniejszych od wersji SM, MiG-23; zasobnik podkadłubowy SPPU-23 z działkiem GSz-23 przenosiły samoloty Jak-28PM, Su-15TM (2×), Su-17M (2×) i Jak-38 (1×). Stosowano je również w ogonowych stanowiskach strzeleckich bombowców Tu-22 i późniejszych wersji Tu-95, patrolowych Tu-142, transportowych Ił-76 i Ił-78. Śmigłowiec Mi-24 przenosił zasobnik UPK-23-250. Późniejsza wersja, Mi-24WP, miała ruchomą wieżę strzelecką typu NPPU-23 – doświadczenia z wojny w Afganistanie wskazały, że maszyna potrzebuje silniejszego uzbrojenia niż pierwotnie stosowany karabin maszynowy.

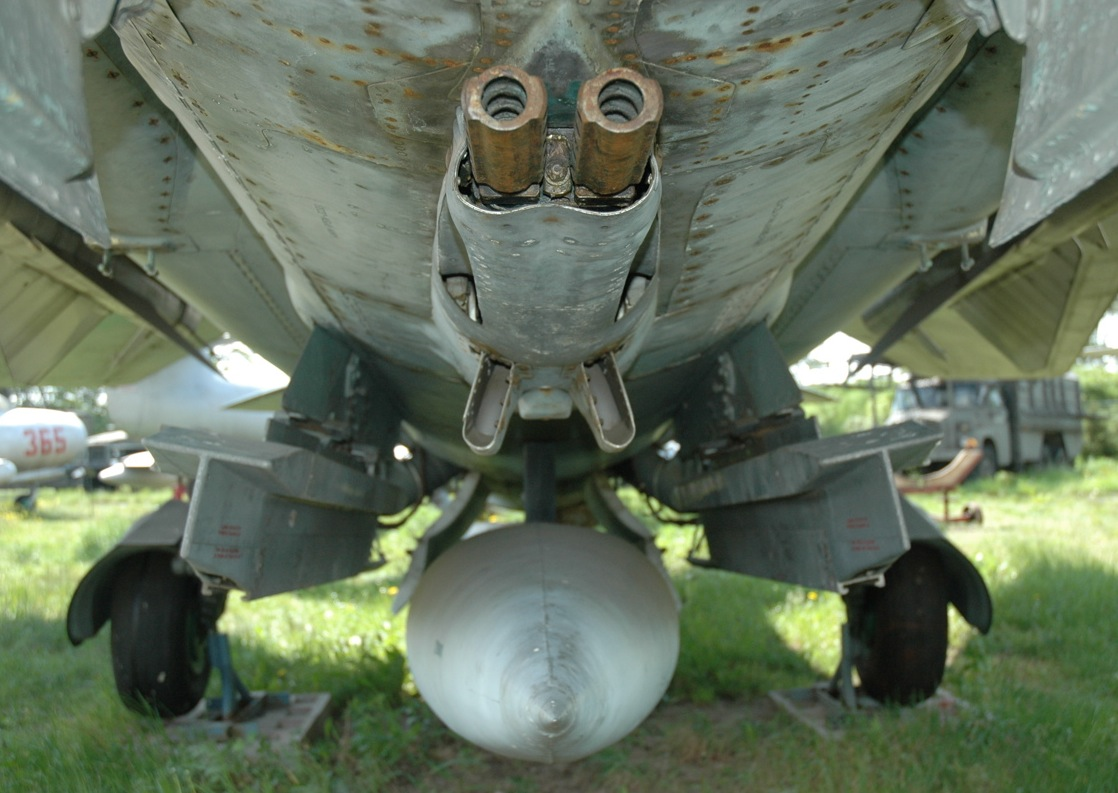
Działko Gsz-23 na samolocie MiG-23
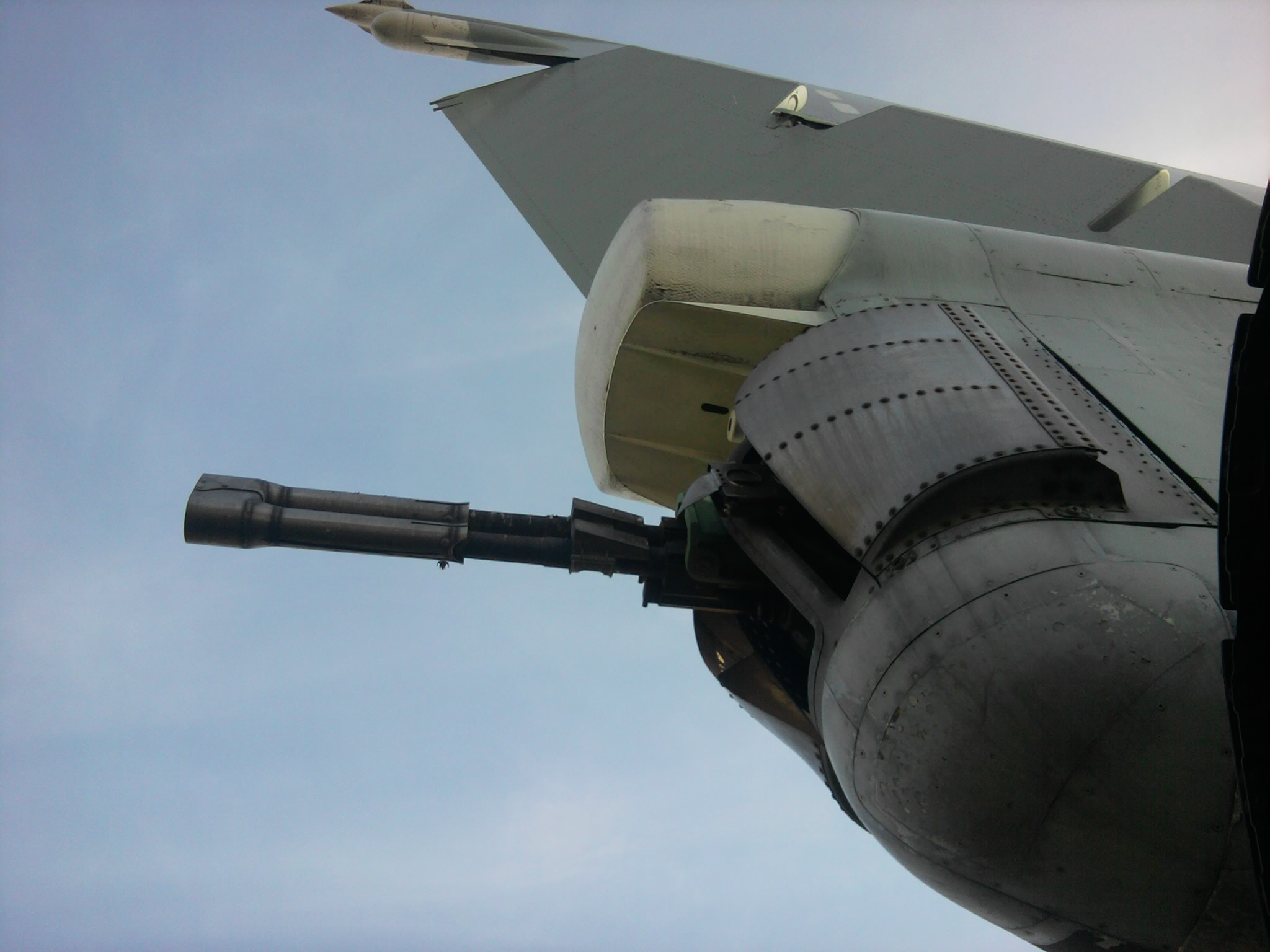
Działko Gsz-23 w tylnej wieżyczce Tu-22
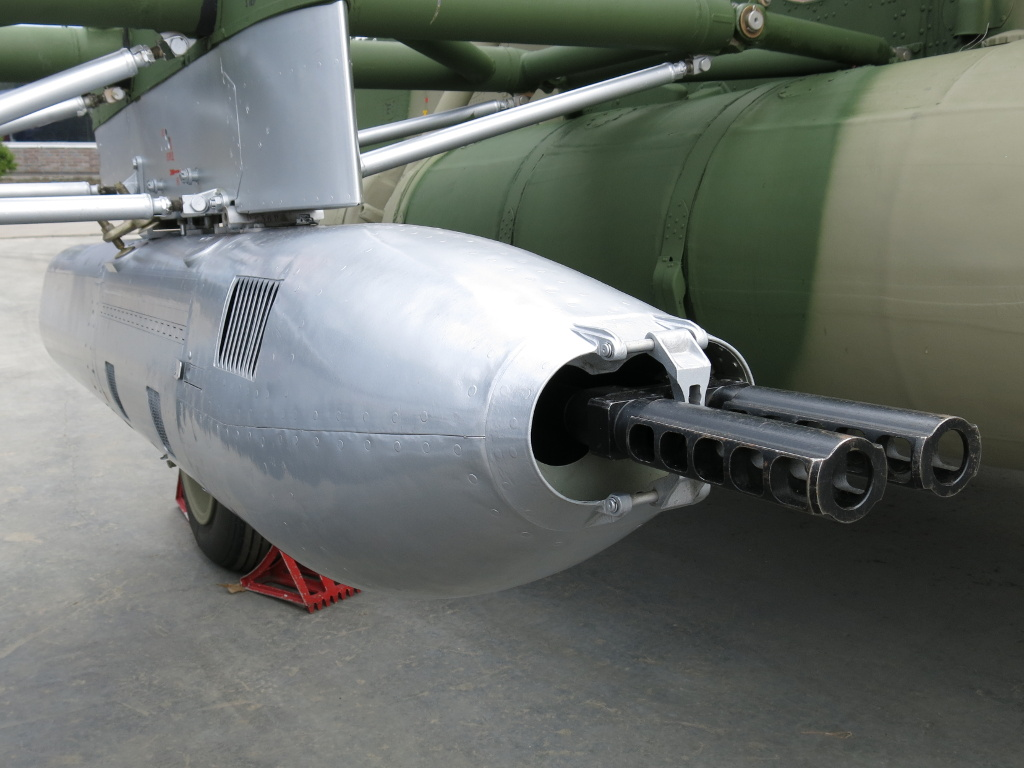
Zasobnik UPK-23-250
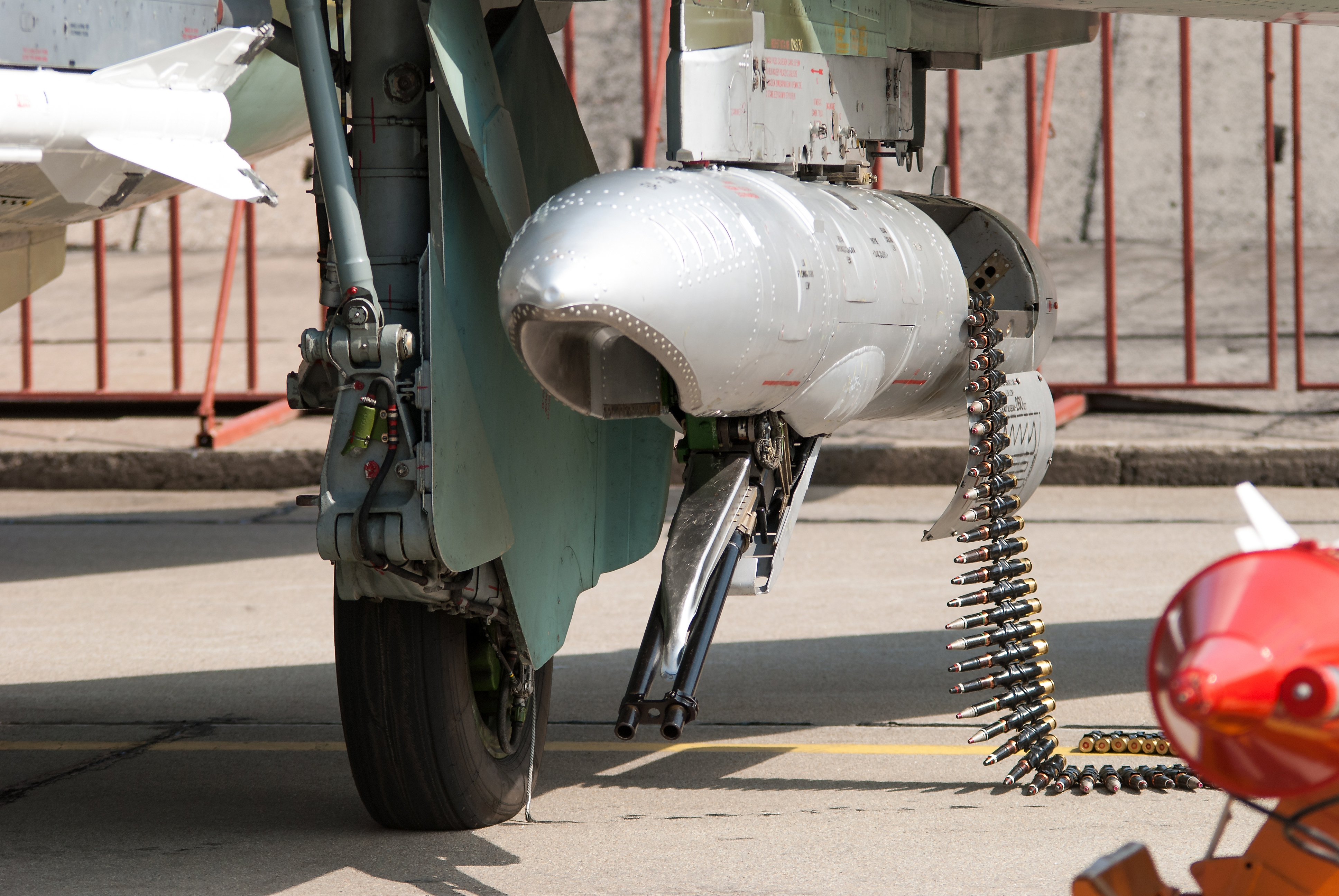
Zasobnik SPPU-22 z możliwością odchylenia działka w dół